# Nerodia cyclopion
Nerodia cyclopion är en ormart som beskrevs av Duméril, Bibron och Duméril 1854. Nerodia cyclopion ingår i släktet Nerodia och familjen snokar. Inga underarter finns listade i Catalogue of Life.
Denna orm förekommer i centrala och södra USA från östra Missouri och sydligaste Illinois till västra Florida och södra Texas. Habitatet utgörs av träskmarker, områden intill vattendrag och insjöar som tidvis översvämmas och risodlingar. Arten hittas allmänt vid vattenansamlingar som diken, pölar och dammar. Individerna vilar ofta i växtligheten intill vattnet. Vid havet besöker Nerodia cyclopion även bräckt vatten.
Regionalt minskade beståndet på grund av torrläggningar samt av vegetationsborttagning intill vattnet. Hela beståndet antas vara stabil eller nästan stabil. IUCN kategoriserar arten globalt som livskraftig.